# Мирновское сельское поселение (Джанкойский район)
Мирновское се́льское поселе́ние (укр. Мирнівське сільське́ посе́лення, крымскотат. Cürgün köy yurtu, Джурьгюн кой юрту) — муниципальное образование в Джанкойском районе Республики Крым Российской Федерации.
Административный центр — село Мирновка.

## География
Расположено в центральной части Джанкойского района, в степной зоне полуострова, примыкающей с запада к Джанкою.

## История

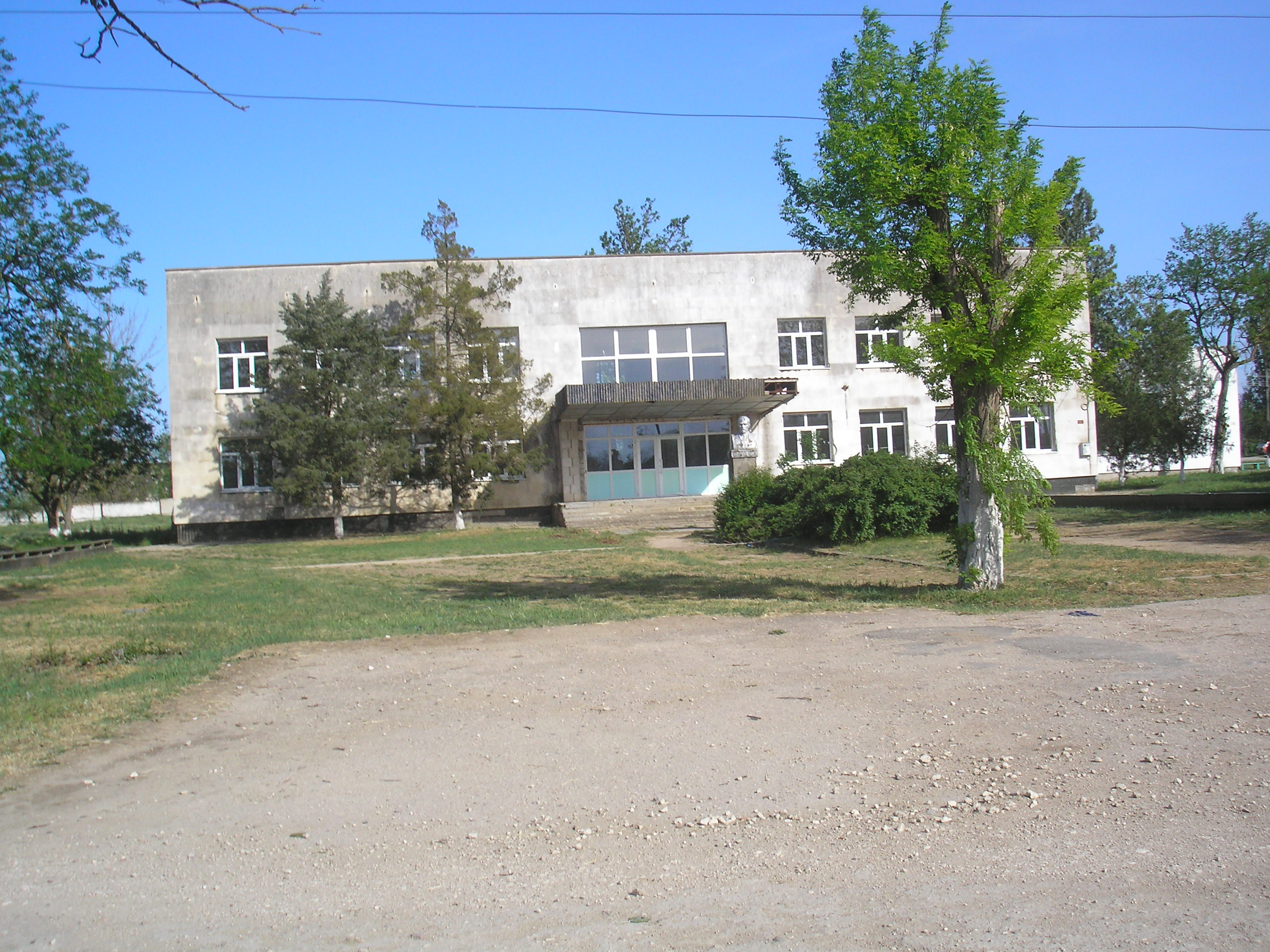
Здание сельской администрации.

В 1979 году был образован Мирновский сельский совет (выделен из Днепровского с переносом центра в Мирновку).
Статус и границы Мирновского сельского поселения установлены Законом Республики Крым от 5 июня 2014 года № 15-ЗРК «Об установлении границ муниципальных образований и статусе муниципальных образований в Республике Крым».

## Население
| 2001  | 2014  | 2015  | 2016  | 2017  | 2018  | 2019  |
| ----- | ----- | ----- | ----- | ----- | ----- | ----- |
| 5284  | ↘4815 | ↗4824 | ↘4793 | ↘4723 | ↘4687 | ↘4667 |
| 2020  | 2021  |       |       |       |       |       |
| ↘4665 | ↗5021 |       |       |       |       |       |

## Состав сельского поселения
| № | Населённый пункт | Тип населённого пункта       | Население |
| - | ---------------- | ---------------------------- | --------- |
| 1 | Днепровка        | село                         | ↘2068     |
| 2 | Константиновка   | село                         | ↗373      |
| 3 | Мирновка         | село, административный центр | ↘1259     |
| 4 | Рысаково         | село                         | ↘701      |
| 5 | Тимофеевка       | село                         | ↘414      |